# Chirurgie du pied

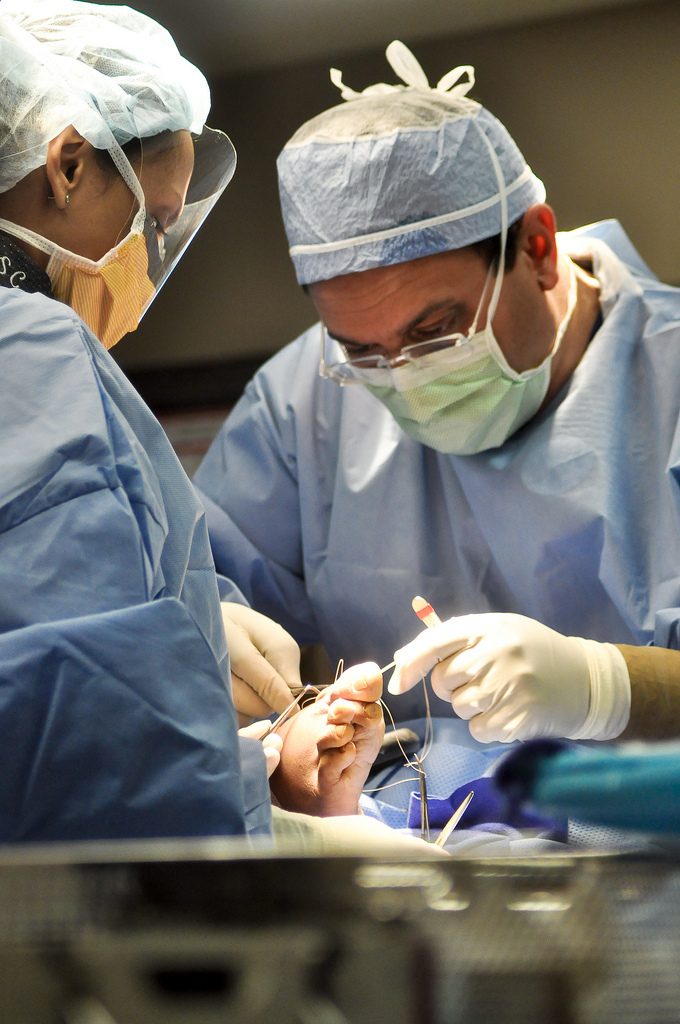
Une opération de chirurgie du pied.

La chirurgie du pied et de la cheville est une sous-spécialité de l'orthopédie et de la podiatrie qui traite du traitement, du diagnostic et de la prévention des troubles du pied et de la cheville.
La chirurgie du pied, également connue sous le nom de chirurgie podiatrique ou chirurgie de la cheville se concentre sur le diagnostic, le traitement et la correction chirurgicale des affections, des anomalies et des pathologies affectant les structures anatomiques du pied et de la cheville.
La nécessité de la chirurgie du pied peut émerger lorsque les traitements non chirurgicaux se révèlent inefficaces pour soulager la douleur, améliorer la mobilité ou restaurer la fonction normale de ces membres inférieurs. Les affections qui peuvent nécessiter une intervention chirurgicale du pied sont variées, allant des déformations comme les oignons (hallux valgus) aux troubles inflammatoires tels que l'arthrite rhumatoïde, en passant par les lésions traumatiques, les fractures complexes et les problèmes structuraux comme les pieds plats ou creux.
La chirurgie du pied peut être divisée en plusieurs sous-catégories en fonction des procédures spécifiques effectuées. Parmi les interventions courantes figurent la bunionectomie, qui vise à retirer chirurgicalement les excroissances osseuses douloureuses au niveau des orteils, la chirurgie d'arthrodèse, qui consiste à fusionner des articulations pour réduire la douleur et stabiliser les zones affectées, et la réparation chirurgicale des tendons, ligaments et autres structures anatomiques endommagés.
Les chirurgiens spécialisés dans la chirurgie du pied sont hautement qualifiés et doivent suivre une formation médicale spécialisée rigoureuse, généralement après avoir obtenu un diplôme de docteur en médecine.
Avant d'envisager une intervention chirurgicale, les patients font l'objet d'une évaluation détaillée pour déterminer la meilleure approche chirurgicale en fonction de la nature de leur affection, de leur état de santé global et de leurs besoins spécifiques. Les technologies médicales modernes, telles que l'imagerie médicale avancée et les techniques mini-invasives, ont grandement amélioré les procédures chirurgicales du pied, permettant des résultats plus précis, une récupération plus rapide et des taux de réussite accrus.

## Chirurgie
La grande majorité des affections du pied et de la cheville ne nécessitent pas d'intervention chirurgicale. Par exemple, plusieurs affections phalangiennes peuvent être attribuées au type de boîte à chaussures utilisé, et un changement de chaussures ou de boîte à chaussures peut être suffisant pour traiter la condition. Pour les processus inflammatoires tels que l'arthrite rhumatoïde, des médicaments anti-inflammatoires non stéroïdiens (AINS) et des médicaments antirhumatismaux modificateurs de la maladie (DMARD) peuvent être utilisés pour gérer ou ralentir le processus. Les orthèses, ou dispositifs appliqués de manière externe pour modifier les caractéristiques structurelles ou fonctionnelles du système neuromusculosquelettique spécifiquement pour le pied et la cheville, peuvent être utilisées comme inserts dans les chaussures pour déplacer certaines zones du pied afin d'obtenir un équilibre, un confort ou des positions thérapeutiques plus adaptés. La physiothérapie peut également être utilisée pour soulager les symptômes, en renforçant des muscles tels que le muscle gastrocnémien (ce qui, à son tour, exercera une traction sur le talon, qui tirera ensuite sur la fascia plantaire, modifiant ainsi la structure et la forme du pied).
La chirurgie est généralement considérée comme une dernière option lorsque les approches plus conservatrices échouent à soulager les symptômes. Des techniques telles que les bunionectomies peuvent être utilisées pour retirer chirurgicalement les oignons et d'autres déformations du pied et de la cheville, l'arthrodèse (ou fusion des espaces articulaires) pour les processus inflammatoires, et la reconstruction chirurgicale (c'est-à-dire des mesures invasives de manipulation des structures neuromusculosquelettiques) pour traiter d'autres déformations. Les orthèses, la physiothérapie, les AINS, les DMARDs et un changement de chaussures peuvent agir comme un complément à l'intervention chirurgicale, et dans la plupart des cas, ils seront nécessaires pour une récupération optimale.

## Fractures
La prise en charge des fractures du pied dépend de la nature et de la gravité de la fracture. Les options de traitement varient, allant de l'immobilisation avec une attelle, un plâtre, à une intervention chirurgicale pour réaligner les fragments osseux en cas de déplacement important.
- la fracture de cheville
- Fracture des orteils
- l'amputation.
- Fractures et luxations du milieu du pied et de l'avant-pied

### Fractures de l'arrière-pied: talus, calcanéus
La première description d'une fracture du talus date de 1608 ; Wilhelm Fabricius Hildanus expose un cas de fracture ouverte du talus traité par énucléation avec récupération fonctionnelle permettant la marche « sans bâton ».
La fracture du calcanéum peut entraîner des complications au niveau inversion et éversion. Donc une difficulté à marcher sur un terrain inégal. Elle s'accompagne la plupart du temps d'une ostéosynthèse par plaque et vis. Aucune mise en charge n'est habituellement permise avant 90 jours suivant l'opération. Une réadaptation est prévue après une atrophie des membres inférieurs.

## Arthrodèses du pied et de la cheville

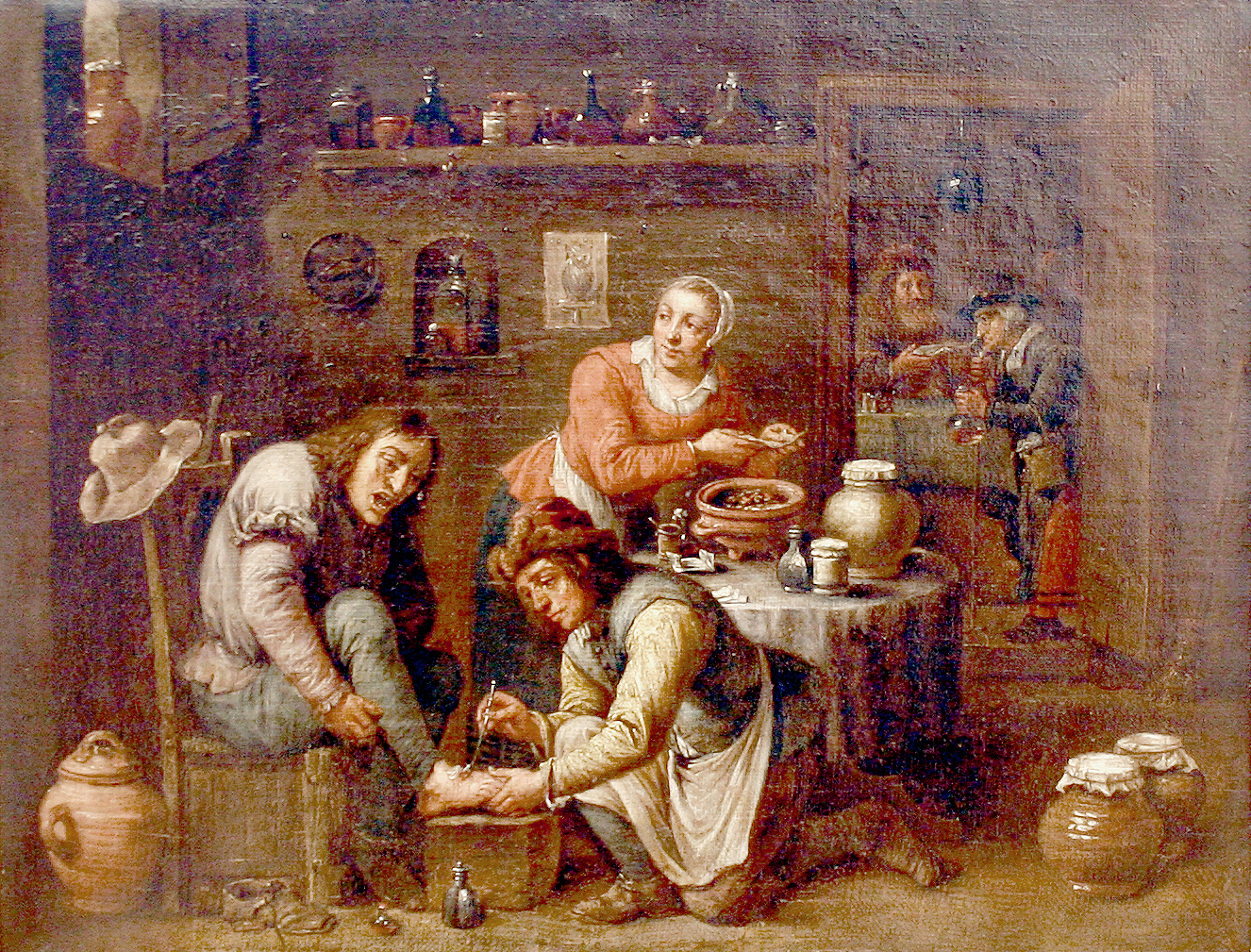
David Teniers le Jeune : Opération du pied, 1663.

L’arthrodèse a pour but de bloquer définitivement une articulation douloureuse et raide afin de supprimer totalement les douleurs. On peut se demander néanmoins si cela ne va pas créer un handicap dans la mesure où cette articulation lorsqu’elle est saine a un rôle déterminé. En réalité ce n’est pas le cas, car tous les mouvements que l’on réalise sont effectués grâce à une chaîne articulaire et non pas par une articulation unique. Pour s’en persuader il suffit de regarder un crabe mettre la pince à sa bouche et l’on voit grâce à son squelette externe les multiples articulations qui sont mises en jeu. Un autre exemple facile à observer sont « les bosses » qui montent et qui descendent derrière la tête d’un félin qui se déplace, liées au glissement des omoplates sur le thorax ; ainsi le mouvement n’est pas uniquement assuré par le déplacement des pattes par rapport à l’épaule, mais également de celle-ci par rapport au thorax. Dans ces conditions l’action de bloquer le maillon faible raide et douloureux d'une chaîne articulaire permet à celle-ci de compenser le mouvement et la situation clinique s’améliore de façon spectaculaire.
En matière de pied, les arthrodèses les plus fréquentes concernent pour l’arrière-pied les articulations talo-calcanéenne, talo- naviculaire et calcanéo-cuboïdienne. En ce qui concerne l’avant-pied, il s’agit de l’arthrodèse de l’articulation métatarso-phalangienne et cunéo-métatarsienne du premier rayon.
Il est possible également de réaliser une arthrodèse de la cheville mais cette proposition doit être mise en balance avec la prothèse ayant fait dernièrement beaucoup de progrès.

## Autres affections

### Hallux valgus
La difformité du pied et de l'avant-pied nommée hallux valgus ou « oignon » (en anglais : bunion) est une déviation latérale (« valgus » en latin) de la première phalange sur la tête du premier métatarsien ou métatarsien du gros orteil (ou « hallus » en latin). Dans la majorité des observations, la difformité est liée à une (pré)disposition anatomique. L'oignon, observable dès l'adolescence semble presque 10 fois  plus fréquent chez la femme que chez l'homme[réf. souhaitée].